# Sexto de Queroneia

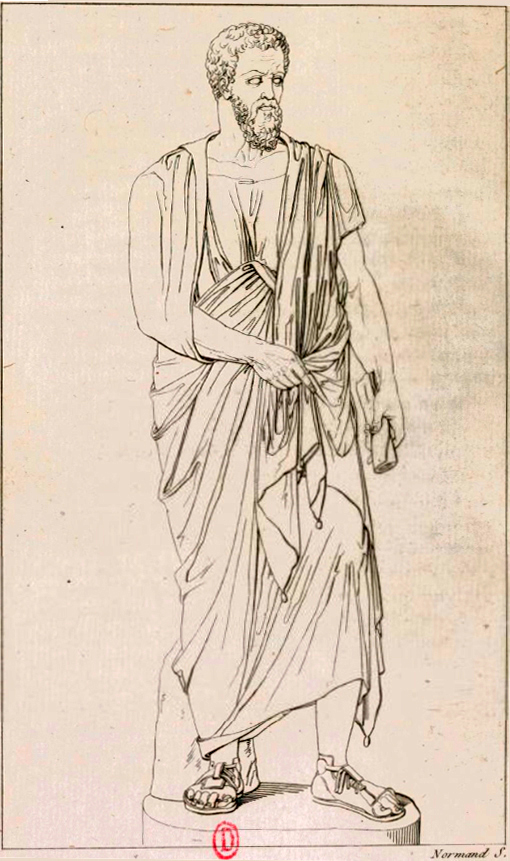
Gravura de uma estátua de Sexto de Chaeroneia, 1803.

Sexto de Queroneia (fl. c. 160) foi um filósofo estoico, sobrinho ou neto de Plutarco, e um dos professores do imperador Marco Aurélio.
Filóstrato descreve como Marco Aurélio já com idade avançada, na parte final do seu reinado, recebia instruções de Sexto, que então ensinava em Roma.
A data deste encontro é por volta de 177-8, antes de Marco Aurélio viajar pela última vez para a guerra.
Nas suas Meditações. Marco Aurélio fala sobre Sexto de maneira exuberante, e descobrimos que tipo de educação foi dada por Sexto.
É provavelmente o mesmo Sexto listado juntamente com Plutarco, Agatóbulo e Enomau de Gadara, no Crônica de Jerônimo de Estridão como florescendo no terceiro ano do reinado de Adriano (119). Apuleio presta tributo a Sexto e a Plutarco no começo da sua obra O Asno de Ouro. A Suda confunde Sexto de Queroneia com Sexto Empírico, Duas obras são mencionadas: Ética (em grego:  Ἠθικά), e Inquirições (em grego:  Ἐπισκεπτικά), mas é desconhecido serem de Sexto de Queroneia ou de Sexto Empírico.